# Sport 5
Sport 5 byl český sportovní kanál provozovaný společností SPORT 5 a. s. Stanice se zaměřovala do 1. 9. 2013 na automobilový sport a automobilismus. Od roku 2013 se Sport 5 transformoval do podoby sportovní televize, kde vysílal i další sporty a volnočasové aktivity, přímé přenosy, sestřihy a záznamy aktuálních i historických akcí. Vysílací schéma doplňovaly tematické magazíny.
Televizi byla udělena licence 11. března 2008 a začala vysílat 2. května stejného roku.
V listopadu 2011 se stal jediným vlastníkem akciové společnosti SPORT 5 dvacetiletý automobilový závodník Petr Charouz. K 31. prosinci měla společnost SPORT 5 závazky vyšší než účetní hodnotu
aktiv a 91 % krátkodobých závazků z obchodního styku bylo po splatnosti.
V pozemním vysílání byla stanice Sport 5 dostupná v Multiplexu 24. Na satelitu a v kabelovkách vysílala i nadále placeně. Dne 1. května 2020 opustil Sport 5 regionální síť 8.
Dne 17. ledna 2022 bylo standardní vysílání stanice přerušeno a ve vysílání se vyskytoval pouze promo program dodaný norskou televizní stanicí NRK.
Dne 13. července 2023 v poledních hodinách stanice ukončila vysílání zásekem teleshoppingového bloku. Dne 8. srpna 2023 bylo rozhodnuto o likvidaci akciové společnosti Sport 5. V lednu 2024 byla stanici definitivně odebrána vysílací licence.